# اضطهاد الكرد الفيليين في عهد صدام حسين
اضطهاد الكرد الفيليين في عهد صدام حسين كان اضطهادًا منهجيًا للأكراد الفيليون من قبل صدام حسين بين عامي 1970 و2003. أدت حملات الاضطهاد إلى تهجير  الأكراد الفيليين وهروبهم ونفيهم الفعلي من أراضي أجدادهم في العراق. بدأ الاضطهاد عندما تعرّض عدد كبير من الأكراد الفيليين لحملة كبيرة من قبل النظام بدأت بإصدار قرار RCCR المنحل بالقرار 666، الذي حرم أكراد الفيلية من الجنسية العراقية واعتبرهم إيرانيين. بدأت عمليات الإعدام الممنهجة في بغداد وخانقين عام 1979 ثم امتدت بعد ذلك إلى مناطق عراقية وكردية أخرى.
هُجّر أكثر من 350 ألف كردي فيلي إلى إيران نتيجة حملات الاضطهاد واختفى ما لا يقل عن 15 ألف كردي فيلي، ولم يُعثَر على رفاتهم.
في عام 2011، صوت البرلمان العراقي للاعتراف بمذبحة عام 1980 ضد الأكراد الفيليين في ظل نظام صدام حسين على أنها إبادة جماعية.

## ترحيل القسري
في عام 1969، شنت الحكومة العراقية حملة تهجير ونفي قسري استهدفت الأكراد الفيليين بسبب خلفيتهم العرقية ومذهبهم  الشيعي في عام 1970، هُجّر أكثر من 70 ألف فيلي إلى إيران وسحبت جنسيتهم. كما استهدف التجار والأكاديميين الأكراد فيلية البارزين ورفيعي المستوى في بغداد على وجه التحديد. وأبلغ عن العديد من حالات الاختفاء والإعدام من قبل النشطاء بين عامي 1970 و1973. في 7 مايو 1980 وقع صدام حسين المرسوم رقم 666 الذي شرع وأمر بمصادرة الأكراد الفيليين وترحيلهم قسراً ونفيهم واحتجازهم. وبرر صدام المرسوم باتهام الكرد الفيليين بأنهم «من أصل أجنبي» و«عدم الولاء للشعب والأرض والمبادئ السياسية والاجتماعية للثورة».

## ما بعد الكارثة
في عام 2003، قدرت مفوضية الأمم المتحدة السامية لحقوق الإنسان أن 65% من 20 ألف لاجئ في إيران هم من الأكراد الفيليين الذين هجروا قسرًا أثناء حملة الإبادة الجماعية. واجه معظم اللاجئين الذين عادوا إلى العراق صعوبات في التقدم للحصول على الجنسية.
في عام 2006، دعا المتحدث باسم التحالف الكردستاني مؤيد الطيب البرلمانين العراقي والكردستاني إلى دعم اللاجئين الفيليين، قائلا أن «الأكراد الفيليين تعرضوا للاضطهاد لثلاثة أسباب اولا لأنهم أكراد، وثانيا لأنهم من الطائفة الشيعية، والثالثة لأنهم شعب وطني وانضموا للحركة الوطنية الكردية والعراقية».
في عام 2010، أفادت وزارة الهجرة والمهجرين العراقية أنه منذ عام 2003، تمت استعادة الجنسية لنحو 100 ألف كردي فيلي.